# Pareto (Italia)
Pareto (Parèj in piemontese e in ligure) è un comune italiano di 509 abitanti della provincia di Alessandria in Piemonte, al confine con la provincia di Savona.
Il comune ha legami linguistici e economici con Savona e la Riviera di Ponente da cui dista solo 30 km.
Il paese inoltre dista 27 km da Acqui Terme, 37 km da Ovada, 60 km da Genova e da Alessandria.
Fa parte della unione dei comuni Suol d'Aleramo.

## Origini del nome
Il nome del borgo è stato interpretato erroneamente secondo una paretimologia che lo connette al Latino piretus, "pereto". Trattasi evidentemente di paretimologia, derivando, invece, il toponimo dalla radice indoeuropea *br- / *bar-, col significato di "roccia", "pietra", "collina", "montagna", "pendio", = latino pǎrǐēs, "parete di roccia", "parete di una montagna". Il toponimo avrebbe avuto origine in epoca indoeuropea (Par-eto ~ Par- < PIE *br- / *bar-, "pietra", "collina", "montagna", "pendio", + -eto [< latino -etum, 'villaggio'] = *breto / *bar-eto → *par-eto = Pareto, "borgo che sorge su una collina").

## Storia
Dopo l'assalto e la distruzione dell'abbazia di Giusvalla ad opera dei Saraceni e le continue scorrerie sul territorio, dopo pochi anni tali episodi convinsero Anselmo, figlio del marchese Aleramo, ad erigere la nuova abbazia di San Quintino di Spigno Monferrato nell'alessandrino, come forma di contrasto alle scorrerie e difesa dei pellegrini e della via commerciale lungo la via tra Savona e Acqui Terme.
Il borgo venne quindi compreso nella Marca Aleramica dal X secolo, e divenne possesso di Bonifacio del Vasto nel 1091 e nel 1142 divenne dominio feudale della famiglia dei Del Carretto.
Nei secoli successivi il territorio cambiò più volte proprietario signorile, passando prima nel Marchesato di Ponzone e poi per divisione nel Marchesato del Bosco.
Fino al 1º gennaio 1880 apparteneva alla provincia di Genova; in tale data passò a quella di Alessandria.

### Simboli
Lo stemma e il gonfalone del comune di Pareto sono stati concessi con decreto del presidente della Repubblica dell'11 settembre 1996.
Il gonfalone è un drappo di giallo bordato di azzurro.

## Monumenti e luoghi d'interesse
Il paese è dominato dalla chiesa parrocchiale di San Pietro e dal castello, trasformato in residenza privata, nei cui sotterranei una leggenda locale narra la presenza di un misterioso vitello d'oro.
Altri edifici religiosi sono:
- La cappella di San Martino, sulla strada di collegamento con Mioglia
- La cappella di Santa Rosalia, lungo la strada di collegamento con Spigno Monferrato
- L'oratorio seicentesco, adiacente alla parrocchiale, trasformato in cinema-teatro nel secondo dopoguerra

## Società

### Evoluzione demografica
Negli ultimi cento anni, a partire dal 1921, la popolazione residente si è ridotta del 75 %.
Abitanti censiti

## Amministrazione
Di seguito è presentata una tabella relativa alle amministrazioni che si sono succedute in questo comune.
| Periodo        | Periodo        | Primo cittadino      | Partito                                 | Carica  | Note   |
| -------------- | -------------- | -------------------- | --------------------------------------- | ------- | ------ |
| 17 giugno 1985 | 25 maggio 1990 | Gian Piero Minetti   | lista civica                            | Sindaco | [ 10 ] |
| 25 maggio 1990 | 24 aprile 1995 | Gian Piero Minetti   | Partito Socialista Democratico Italiano | Sindaco | [ 10 ] |
| 24 aprile 1995 | 14 giugno 1999 | Gian Piero Minetti   | centro                                  | Sindaco | [ 10 ] |
| 14 giugno 1999 | 14 giugno 2004 | Gian Piero Minetti   | lista civica                            | Sindaco | [ 10 ] |
| 14 giugno 2004 | 8 giugno 2009  | Andrea Giuseppe Bava | lista civica                            | Sindaco | [ 10 ] |
| 8 giugno 2009  | 26 maggio 2014 | Andrea Giuseppe Bava | lista civica Uniti per Pareto           | Sindaco | [ 10 ] |
| 26 maggio 2014 | 26 maggio 2019 | Walter Borreani      | lista civica Pareto bene comune         | Sindaco | [ 10 ] |
| 26 maggio 2019 | 9 giugno 2024  | Walter Borreani      | lista civica Pareto bene comune         | Sindaco | [ 10 ] |
| 9 giugno 2024  | in carica      | Walter Borreani      | lista civica Pareto bene comune         | Sindaco | [ 10 ] |

### Gemellaggi
- Cauto Cristo